# Honoré Fabri
Honoré Fabri   (Le Grand-Abergement, 8 d'abril de 1608 - Roma, 8 de març de 1688) (llatinitzat: Honoratus Fabrius) va ser un jesuïta conegut per les seves obres matemàtiques.

## Vida
Hi ha discrepàncies sobre el seu lloc i data de naixement: mentre uns autors la situen el 1607 a la comarca del Bugey, altres diuen  que va ser el 1608 a Le Grand-Abergement.
Va ingressar al noviciat dels jesuïtes d'Avignon i va estudiar teologia i filosofia al Collège de la Trinité de Lió. Després d'uns anys ensenyant a Roanne i uns altres estudiant al Collegio Romano de Roma, va obtenir la seva graduació el 1636. Un any abans, el 1635, havia estat ordenat sacerdot.
De 1636 a 1640 és professor de filosofia i filosofia natural (física) als col·legis jesuïtes d'Arles i Ais de Provença. El 1640 retorna com a professor de lògica i matemàtiques al Collège de la Trinité de Lyon del que arribarà a ser degà. És probablement en aquest període en el que desenvolupa la majoria de les seves obres físiques i matemàtiques.
El 1646 és cridat a Roma altre cop per exercir com capellà de la penitenciaria del Sant Ofici. Potser volien retirar de circulació un ensenyant excessivament audaç. Aquest càrrec, que mantindrà fins al 1680, no l'impedirà, però, de continuar les seves recerques físiques i matemàtiques i de mantenir relacions epistolars i polèmiques amb els savis de l'època: Huygens, Leibniz, Borelli.
El 1680 va ser rellevat de les seves funcions per edat i es va retirar a viure al voltant de Roma, on va morir el 1688.

## Obra
Tot i que va tenir problemes amb la ortodoxia jesuítica, que el van obligar a escriure cartes de justificació, defensant.se de les acusacions de cartesianisme, de corpuscularisme i de no seguir les normes jesuítiques, la seva obra no és revolucionària, en el sentit de criticar oberta i radicalment el dogma aristotèlic acceptat per la orde. Així, per exemple, discutirà la matematització de la física obra de Galileu.

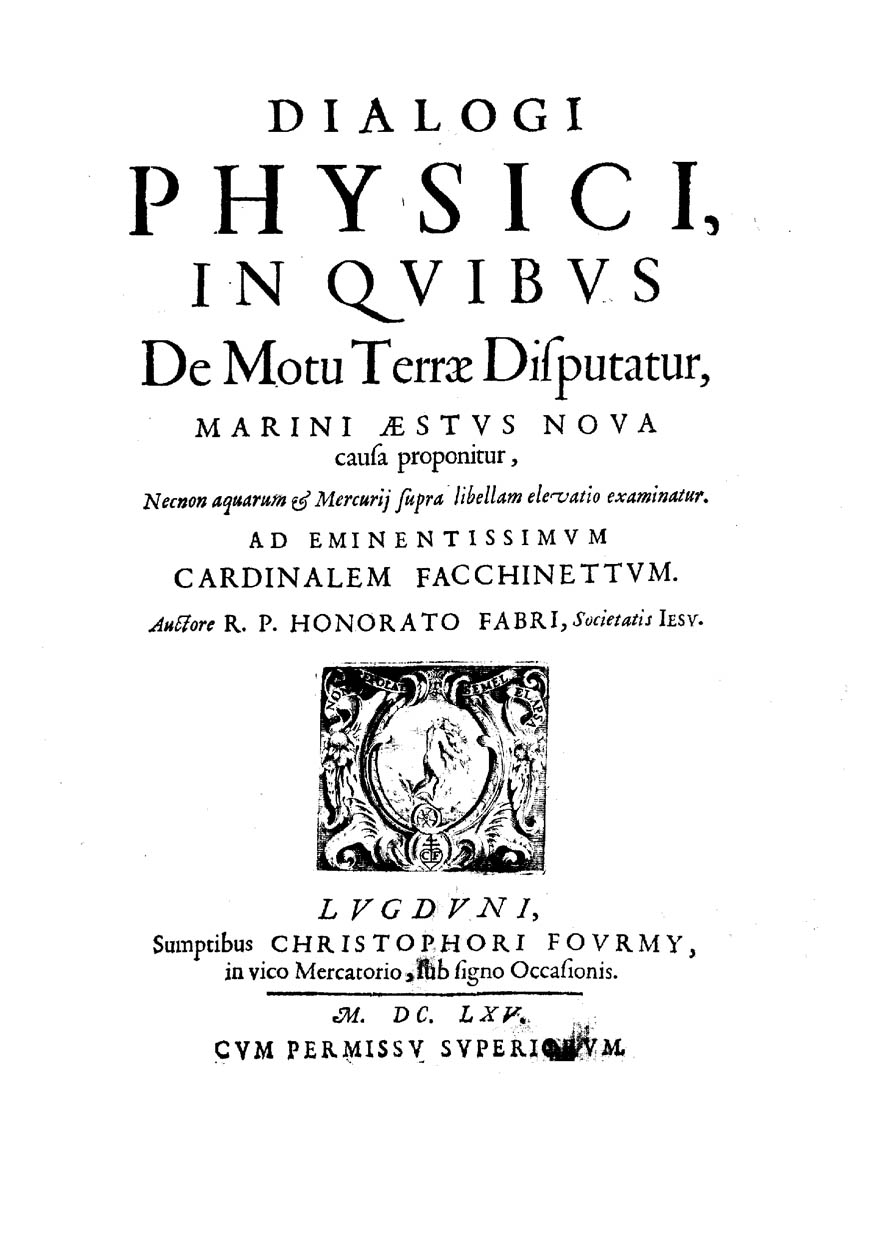
Dialogi physici, 1665

- Philosophiae tomus primus (1646), que apareix amb el nom d'un dels seus alumnes, ja que es tracta dels apunts de classe del Collége de la Trinité.[9]
- Opusculum geometricum de linea sinuum et cycloide (1659), aparegut sota el pseudònim d'Antimus Farbius. Potser la seva obra més reconeguda en la que planteja un càlcul més proper al de Newton que al de Cavalieri i en el que resol algunes integrals com:

{\displaystyle \int x^{n}\sin x\,dx} i {\displaystyle \int \sin ^{n}x\,dx},
tot i que la seva notació és força sorprenent, però anomena el càlcul de "fluxes" (Newton, anys més tard, l'anomenarà de "fluxions").
- Eustachii de divinis septempedani brevis annotatio in systema Saturnium Christiani Hugenii (1660), publicat anònimament. En ell, polemitza amb Huygens, ja que no creu en l'existència dels anells de Saturn.
- Dialogi physici, in quibus de motu terrae disputatur, marini aestus nova causa proponitur, necnon aquarum et mercurii supra libellam elevatio examinatur (1665)
- Synopsis geometrica (1669)
- Summula theologica (1669)
- Physica, Id Est, Scientia Rerum Corporearum (1669-1670)[10]
- De maximis et minimis in infinitum propositionumcenturia (1679), el que potser va tenir més influència sobre Leibniz.

El 1646, un dels seus alumnes de Lyon, Pierre Mousnier, va publicar les seves classes de lògica a Lió, sota el títol Philosophiae tomus primus, i les seves classes de filosofia natural amb el títol de Tractatus physicus de motu locali. El 1648 també va publicar les seves classes de Metafísica, amb el títol de Metaphysica demonstrativa.
Va mantenir una viva polèmica epistolar a través de Marin Mersenne amb Jacques Alexandre Le Tenneur(1669-1670) sobre la teoria de la caiguda lliure dels cossos de Galileo Galilei.